# 지각 (철학)
지각(Philosophy of perception)은 사람이 세상에 관한 믿음과 지식으로 연관시키는 방법에 있어서 영속적인 경험의 성질과 영속적인 정보의 상태에 관한 것을 말한다. 지각 (심리학)에 대한 자세한 설명은 다양한 목적론적이거나 형이상학적인 관점 중의 하나에 집중해야 한다.  

## 종류
- 내부적 지각: 우리의 몸 안에서 일어나는 것에 대하여 말한다.
- 외부적 지각: 우리의 몸 밖에서 일어나는 것에 대하여 말한다. 우리의 오감을 통하여 알 수 있거. 인지 심리학에서 기계적인 감각과정에 관한 지식체계가 성장한다.
- 내부와 외부 지각의 혼합: 우리의 몸의 안과 밖에서 일어나는 것에 대하여 말한다.

## 같이 보기
- 아르투어 쇼펜하우어
- 십이처
- 의식 (심리철학)
- 인식론
- 조지 버클리
- 이마누엘 칸트
- 관념론
- 존 맥도웰
- 모리스 메를로퐁티
- 열린 개인주의
- 찰스 샌더스 퍼스
- 실재론
- 로더릭 치좀
- 유아론
- 토머스 리드
- 초월적 관념론
- 시각